# ゆきの咲くにわ
『ゆきの咲くにわ』（ゆきのさくにわ）は、たつねこによる日本の漫画作品。『まんがぱれっとLite』（一迅社）にて、VOL.1（VOL.12までの誌名は『まんが4コマKINGSぱれっとLite』）からVOL.37まで連載。

## あらすじ
主人公の社千尋は、ある日の夜、銀髪紅眼で白装束、一見して「雪女」の和装少女の来訪を受ける。その少女・ゆきは、かつて幼い頃の千尋と出逢い、ともに遊んだ幼なじみであった。
ほとんど「押しかけ女房」のような形で千尋と同居を始めたゆきと、千尋のクラスメイトにして親友の小野・金鳳花との、賑やかな日々を描く。
一見百合風味の日常系ラブコメだが、実はかなりシビアでシリアスな伝奇アクション物である。

## 登場人物
社 千尋（やしろ ちひろ）
主人公の少女。オレンジブラウンのショートヘア。瞳は濃い碧色。胸はやや薄めながらも、メインキャラの中では最大（Cカップ）。
比較的活発、かつ常識を備え、小野や金鳳花に対してはおおむねツッコミ役といった立場になっている。
スポーツ、特に陸上系の能力はかなり高く、陸上部から直々の誘いもあったが、本人は「いつでも、そこに行ける私でいたい」という思いが強く、特定のクラブには属さずに帰宅部を貫いている。
家事全般が得意。通学日の朝は、自分とゆきの昼食用の弁当を作る。
なぜか、タンスの奥に「黒レースのガーター3点セット」を隠している。これは、ゆきに見つけられてしまった。
ゆきと、親友の小野・金鳳花を引き合わせるが、それが様々なトラブルを招くことになる。
ゆき
雪女。銀色のストレートロングヘア。ほぼいつも、赤く大きなリボンをつけている。瞳は深い紅色。服は白の和服（白装束）で、赤い帯を締めている。和装のため、下着は赤い腰巻。胸はかなり薄めで、千尋よりも小さい。
幼い頃に出会った千尋を少年と思い込み（当時の千尋は現在よりも活発でボーイッシュだった）、千尋が年頃になった頃に社家へ押しかけた。
千尋と出会った頃はショートヘアだったが、その後「千尋と再会する」という願掛けのため髪を伸ばし続け、ロングヘアとなった。
千尋が女性と分かっても千尋への恋心が消えることはなく、そのまま社家にとどまり、居候となっている。
現代の物の怪らしく、ハイテクにも通じている。携帯電話を持ち、千尋たちや“山のみんな”とメールをやり取りできる。ただし、料理全般が苦手で、電子レンジの扱いも苦手。
小野には物の怪ということで、金鳳花には千尋をめぐる恋のライバルとして、それぞれ警戒および敵視されている。ゆきも、小野と金鳳花については「千尋に仇なす存在ではないか」ということで警戒している。
タイプは、（自称）ツンデレ。ただし、ツンはほとんどなく、ほぼデレばかり（千尋に対して）である。
夜は、千尋が眠るのを待ち、千尋に対して何かをやらかす。翌朝、千尋が「ほぼ全裸」とか「寝る前に着けていたのと違う下着をつけている」とか「破いてはいないハズ」と言われたりするのは、ほぼ毎日のこととなっている。
千尋の下着をこっそり盗んだことがある。特に「しましま」がお気に入りらしい。
「人の意識に滑りこむ」、すなわち人間の精神を制御し、目撃されても気づかれも騒がれもしない特殊能力を持っている。しかし、小野や金鳳花、そのほか何人かはゆきの存在に気づいて騒いでおり、彼女たちが「普通の人間ではない」という伏線になっている。
一見いろんな意味でダメダメに見えるが、本気を出せばあたり一面を真冬に変えて豪雪を降らせるなどかなり強大で怖い存在。また、千尋に対する感情と態度も本気を出すとかなり怖い。
小野（おの）
千尋のクラスメイトにして親友。金髪のロングヘアを、細く青いリボンでツインテールにしている。瞳はマリンブルー。胸は限りなく薄い。口元には、八重歯が光る。
千尋以上の元気娘だが、やはり帰宅部。体力測定では、千尋とワンツーフィニッシュをするほど、運動神経もよい。
実は帰国子女で、英語は堪能。
年末年始の二年参りの際、半袖Tシャツにマリンルック（マリンキャップ、長袖のセーラー風コート、ショートパンツ）、マフラーや手袋なしという薄着でも平気なほど、寒さには強い。
ゆきに対しては「物の怪」ということと、初めて会った時の視線から受けた危険な印象を忘れず、千尋に害を与える存在ではないかと危惧している。
学業はほとんどダメで、帰国子女であるにもかかわらず、英語のテストも「問題が日本語で出題されるために」成績が振るわない（比較級を飛脚級と認識するほど）。定期テストでは、ほぼ毎回追試対象となっている。千尋には「私たちが見捨てたら、小野ちゃん死んじゃうんじゃないかな」とまで言われている。
金鳳花によると「金髪碧眼ツインテ・絶対領域ニーソ・貧乳ツルペタナイチチ・ツリ目八重歯の強気っ娘」として、萌え記号満載と評価されている。ただし、オタトークができないために「残念風味」と批判されている。
ファーストネームおよび「本名」は第三巻で判明。
金鳳花 茴（きんぽうげ うい）
千尋のクラスメイトにして親友。漆黒のストレートロングヘア。瞳も漆黒。日本人形のような美人だが、胸はやはり薄い。
家は大富豪のようで、寝る時は全裸で、毎晩香りのよい花びら（バラやキンモクセイなど）を敷き詰めたベッドで寝ている。そのため、パジャマを持っていない。
慇懃なほど礼儀正しく、親友の千尋や小野も「社さん」「小野さん」と呼ぶ。
実は千尋が大好きな百合っ娘。カラスを手なずけ、千尋の下着（ピンクのフリルつき）を盗ませるほどである。また、同じく千尋に強い好意を寄せるゆきとは、千尋をめぐる恋のライバルであると同時に「貴重な（千尋の、おもにえっちな）画像を交換できる仲間」という立場でもある。さらに、ゆきに関して「あんな楽しいオモ…」と言いかけたように、物の怪すら手玉に取れるほどの、恐るべき人物でもある。
千尋との隠された繋がりが、第三巻で示唆される。

## 書誌情報

### 単行本
一迅社より「4コマKINGSぱれっとコミックス」として刊行されている。
1. 第1巻 2009年7月22日発売 2009年8月5日初版発行 ISBN 978-4-7580-8050-7
2. 第2巻 2010年7月22日発売 2010年8月5日初版発行 ISBN 978-4-7580-8091-0
3. 第3巻 2013年8月22日発売 2013年9月5日初版発行 ISBN 978-4-7580-8131-3